# Юсупов, Шакир Янупович
Шаки́р Яну́пович Юсу́пов (1898—1938) — деятель ВКП(б), председатель Восточно-Казахстанского областного исполкома. Входил в состав особой тройки НКВД СССР.

## Биография
Шакир Янупович Юсупов родился в 1898 году в Каменском районе Западно-Казахстанской области. Участник Первой мировой войны. В 1918 году вступил в РКП(б). В составе РККА участвовал в Гражданской войне. Далее работал на советских должностях.
В 1937 году был назначен председателем Восточно-Казахстанского областного исполкома. Этот период отмечен вхождением в состав особой тройки, созданной по приказу НКВД СССР от 30.07.1937 № 00447 и активным участием в сталинских репрессиях.

## Завершающий этап
Арестован 2 августа 1937 года. Приговорён к ВМН ВКВС СССР 25 февраля 1938 г. и расстрелян в тот де день. Обвинялся по статьям 58-1, 58-2, 58-8, 58-7, 58-11 УК РСФСР.
Реабилитирован Верховным Судом СССР за отсутствием состава преступления 11 марта 1957 года.